# 河東郡 (越南)
河東郡（越南语：／）是越南首都河內市下轄的一個郡，位於河内市中部。

## 地理
河东郡东接青池县，东北接青春郡，北接南慈廉郡，西接怀德县和国威县，西南接彰美县，南接青威县。

## 历史
阮朝时，河东郡地区属于河内省常信府青威县上青威总上青威社梂多村。法属之后，殖民政府于1896年将河内省莅迁至梂多，后改省名为梂多省。1904年，殖民政府再改梂多省为河东省，省莅称为河东市社。
1965年4月21日，河东省和山西省合并为河西省。河东市社成为河西省莅。
1969年9月15日，青威县建兴社和怀德县文溪社划归河东市社管辖。
1975年12月27日，河西省和和平省合并为河山平省，省莅仍设在河东市社。此时，河东市社下辖3坊5社：阮廌坊、光中坊、歇骄坊和河梂社、建兴社、文溪社、万福社、文安社。
1978年12月29日，河内市扩大辖区，河东市社与山西市社以及5县划归河内市管辖。但因河东市社为河山平省省莅，最终并未划归河内市。
1991年8月12日，河山平省撤销，恢复为河西省和和平省。河东市社为河西省莅。
1994年6月23日，文安社析分为文姥坊和福罗坊
2003年9月23日，万福社和河梂社改制为万福坊和河梂坊，怀德县安义社和青威县富良社、富览社划归河东市社。
2006年1月4日，青威县边江社、桐枚社和怀德县阳内社划归河东市社。
2006年12月27日，河东市社改制为河东市。
2008年3月1日，文姥坊析分为文馆坊和慕牢坊，文溪社析分为罗溪坊和福罗坊。
2008年5月29日，河西省整体并入河内市，河东市随之划归河内市管辖。
2009年5月8日，为避免出现市（城庯）管辖市（城庯）的情况，河东市改制为河东郡，边江社改制为边江坊，阳内社改制为阳内坊，桐枚社改制为桐枚坊，建兴社改制为建兴坊，富览社改制为富览坊，富良社改制为富良坊，安义社改制为安义坊。
2024年11月14日，越南国会常务委员会通过决议，自2025年1月1日起，歇骄坊和阮廌坊并入光中坊。

## 行政區劃
河東郡下轄15坊，郡人民委员会位于河梂坊。
- 邊江坊（Phường Biên Giang）
- 陽內坊（Phường Dương Nội）
- 桐枚坊（Phường Đồng Mai）
- 河梂坊（Phường Hà Cầu）
- 建興坊（Phường Kiến Hưng）
- 羅溪坊（Phường La Khê）
- 慕牢坊（Phường Mộ Lao）
- 富羅坊（Phường Phú La）
- 富覽坊（Phường Phú Lãm）
- 富良坊（Phường Phú Lương）
- 福羅坊（Phường Phúc La）
- 光中坊（Phường Quang Trung）
- 萬福坊（Phường Vạn Phúc）
- 文館坊（Phường Văn Quán）
- 安義坊（Phường Yên Nghĩa）

## 交通
- 越南鐵路北文線
  - 河東站
- 河內都市鐵路2A號線（已於2021年11月6日通車[15][16]）
  - 馮珖站 - 文館站 - 河東站 - 羅溪站 - 文溪站 - 安義站